# Por Dentro do Corpo Humano
O Por dentro do Corpo Humano é um livro educativo em 3D, que fala sobre os sistemas do corpo humano.
Foi escrito pela autora norte-americana Luann Colombo, que já publicou mais de 30 livros e CDs educativos.

## Ficha técnica
- Editora Girassol Brasil Edições Ltda
- ISBN 8574885231
- 1ª edição 2002